# Eurystoma ornatum
Eurystoma ornatum is een rondwormensoort. De wetenschappelijke naam van de soort is voor het eerst geldig gepubliceerd in 1863 door Eberth.